# Julia Louis-Dreyfus
Julia Scarlett Elizabeth Louis-Dreyfus (n. 13 ianuarie 1961, New York City, New York, SUA) este o actriță, comediană și prezentatoare TV americană, cel mai bine cunoscută pentru rolurile în sitcom-urile Seinfeld, The New Adventures of Old Christine și Veep.
Julia Louis-Dreyfus a făcut parte din echipa emisiunii Saturday Night Live de pe NBC între 1982 și 1985. 
Face parte din celebra familie de finanțiști din New York: familia Dreyfus. Bunicul ei, Pierre Louis-Dreyfus, a luptat pentru Rezistență în timpul celui de-Al Doilea Război Mondial. Tatăl său este celebrul miliardar francez Gérard Louis-Dreyfus (care și-a schimbat numele în William în anii 1940). Vărul său a fost Pierre Louis-Dreyfus, proprietar Adidas și a cluburilor de fotbal Olympique de Marseille și Standard de Liège.

## Filmografie

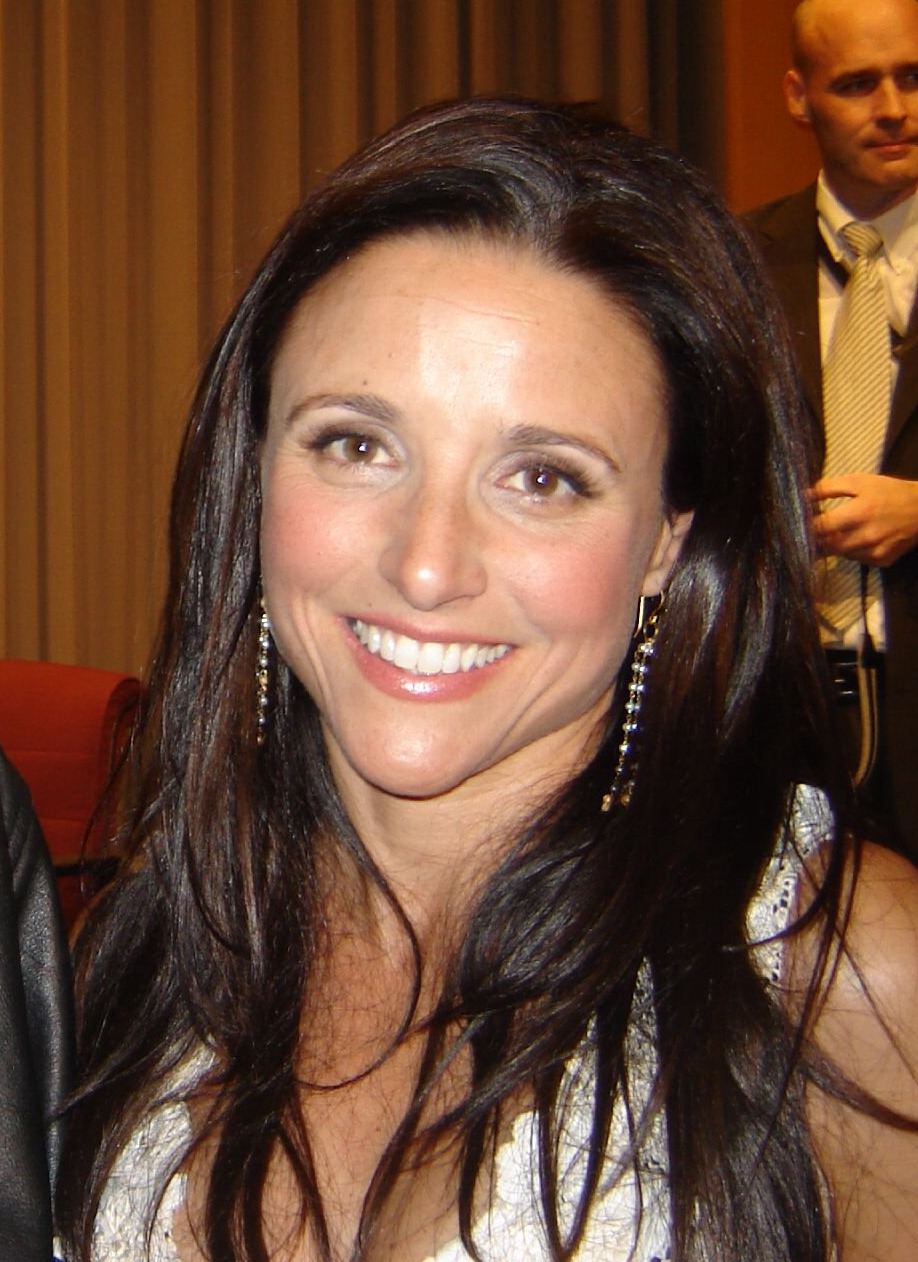
Louis-Dreyfus în 2007

| Anul | Titlu                                              | Rol                        | Note                         |
| ---- | -------------------------------------------------- | -------------------------- | ---------------------------- |
| 1982 | Saturday Night Live                                | Mai multe personaje        | 1982–1985 (57 episoade)      |
| 1986 | Troll                                              | Jeanette Cooper            | Film                         |
| 1986 | Hannah și surorile ei                              | Mary                       | Film                         |
| 1986 | Soul Man                                           | Lisa Stimson               | Film                         |
| 1986 | The Art of Being Nick                              | Rachel                     | 1 episod                     |
| 1988 | Family Ties                                        | Susan White                | 1 episod                     |
| 1988 | Day by Day                                         | Eileen Swift               | 1988–1989 (33 episoade)      |
| 1989 | Christmas Vacation                                 | Margo Chester              | Film                         |
| 1990 | Seinfeld                                           | Elaine Benes               | 1990–1998 (175 episoade)     |
| 1992 | Dinosaurs                                          | Heather Worthington (voce) | 1 episod                     |
| 1993 | Jack the Bear                                      | Peggy Etinger              | Film                         |
| 1994 | All-Star 25th Birthday: Stars and Streets Forever! | Kathy Lee Kathy            | TV special                   |
| 1994 | North                                              | North's Mom                | Film                         |
| 1995 | The Single Guy                                     | Tina                       | 1 episod                     |
| 1996 | London Suite                                       | Debra Dolby                | TV movie                     |
| 1997 | Fathers' Day                                       | Carrie Lawrence            | Film                         |
| 1997 | Dr. Katz, Professional Therapist                   | Julia (voce)               | 1 episode                    |
| 1997 | Deconstructing Harry                               | Leslie                     | Film                         |
| 1997 | Hey Arnold!                                        | Miss Felter (voce)         | 1 episode                    |
| 1998 | A Bug's Life                                       | Atta (voce)                | Film                         |
| 1999 | Animal Farm                                        | Mollie (voce)              | Film                         |
| 2000 | Geppetto                                           | Blue Fairy                 | TV movie                     |
| 2000 | Curb Your Enthusiasm                               | Însăși                     | 2000–2001, 2009 (8 episoade) |
| 2001 | The Simpsons                                       | Gloria (voce)              | 2001, 2007–2008 (3 episoade) |
| 2002 | Watching Ellie                                     | Eleanor 'Ellie' Riggs      | 2002–2003 (17 episoade)      |
| 2004 | Arrested Development                               | Maggie Lizer               | 2004–2005 (4 episoade)       |
| 2006 | The New Adventures of Old Christine                | Christine Campbell         | 2006–2010 (88 episoade)      |
| 2006 | Saturday Night Live                                | Gazdă                      | 2006–2007 (2 episoade)       |
| 2010 | Web Therapy                                        | Shevaun Haig               | 3 episoade                   |
| 2010 | 30 Rock                                            | Liz Lemon                  | 1 episod                     |
| 2010 | Saturday Night Live: Women of SNL                  | Însăși                     | TV special                   |
| 2012 | Veep                                               | Selina Meyer               | 2012–2019 (65 episoade)      |